# Жердь
Жердь — тонкий длинный ствол дерева, очищенный от сучьев и ветвей, используется при строительстве изгородей, навесов, крыш и другого.

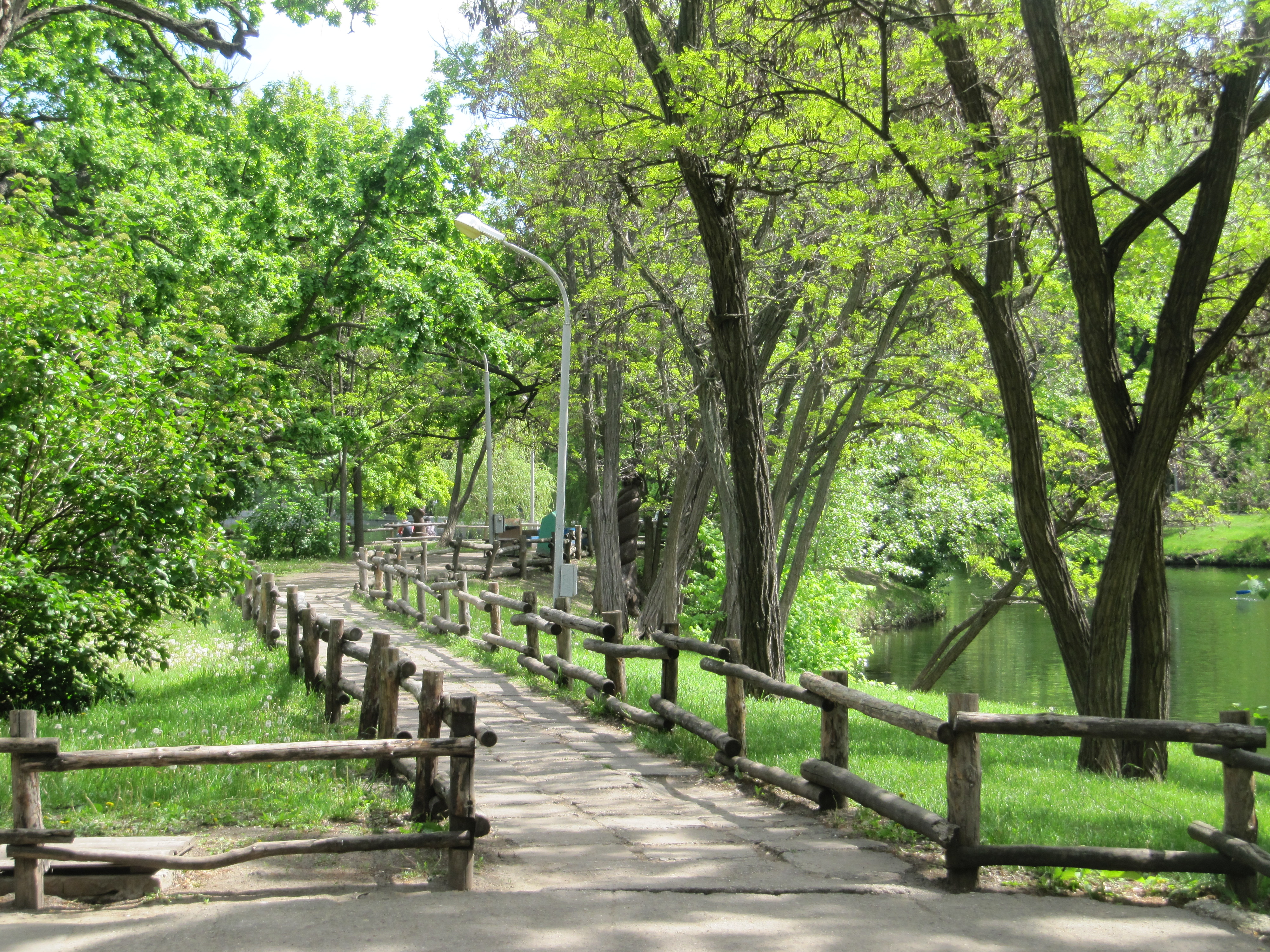
Декоративная изгородь из жердей в Горпарке, Саратов

## История
Существует большое количество названий по виду жерди: палтуха — сосновая жердь; паскальник — тонкая жердочка; карбасина — жердь толщиной в руку, жерость — толстая жердь, ослотина, стрела; по толщине отруба: кол, слега; шест.
Существует большое количество названий по назначению или употреблению жерди: подвязник — идёт на устройство лесов при постройках; накатник — идёт на настилку полов и потолков; стропила — брусья, поставляемые под углом на стены строения и служащие основой крыши, суковетня — жердь с оставленными на одной стороне, окороченными сучьями, употребляемая при устройстве соломенных крыш; иглица — для пригнёта соломы на крыше и на поперечины махов ветряной мельницы; журавец, жаровец, журав, очепь, перевес — жерди для колодезного журавля (он кладется перевесом на рассоху); багана или баган — необходимы для установки кочевой киргизской кибитки; мачтовник — для мачт судов-рыбниц; подтоварники и сланя — идут для подстилки под товары на судах; иглица — жердь для вязки бревен в плотах; чеблык — для вешания винограда; чаталы — для подпорки плодовых деревьев; сурук — сушила для листового табака; охлубь — ивовая жердь, необходимая при ловле рыбы; чипчик — берёзовая, вбиваемая в морское дно для привязки рыболовных снастей; багалярина, бастрока, гнет, жом, нажим, притуга, притуг, рубель, стяга — шест для увязки сена на возе; островина — жердь с длинными остатками ветвей, составляющие ось стога при укладке сена.
Одной из разновидностей жерди по области употребления является веха и шест.
Горизонтально расположенные параллельные жерди, которые шарнирно соединены с вертлюгами, вставленными в полые стойки, укрепленные на металлической раме — основная часть спортивного снаряда брусья.
Жерди используются при сооружении чума.
Тонкие жерди развилками или расщепом в верхней части, изготовленные из твёрдых пород (дуб, бук, граб, ясень) используются как подпоры (чаталы) для ветвей плодовых деревьев с урожаем.
Жердь — одна из составных частей военных рогаток.